# الوطن الأم (فلم)
الوطن الأم (بالإنجليزية: Motherland)، هُو فيلم وثائقي أمريكي صدر سنة 2010.

## وصلات خارجية
- مقالات تستعمل روابط فنية بلا صلة مع ويكي بيانات